# Sœurs hospitalières de Notre-Dame des Douleurs
Les Sœurs hospitalières de Notre-Dame des Douleurs (en latin : Congregationis Sororum Hospitalriarum a Virgine Perdolente) sont une congrégation religieuse féminine hospitalière de droit pontifical.

## Historique
La congrégation est fondée le 27 septembre 1850 à Côme par Giovannina Franchi (1807 - 1872). Les sœurs prennent l'habit le 21 novembre 1858 et sont approuvées comme institut de droit diocésain le 25 décembre 1862 par Mgr  Carlo Zafferani, vicaire général et archiprêtre du diocèse de Côme. En 1879, les religieuses s'installent au Valduce, une zone inhabitée à la périphérie de Côme et fonde une clinique. Mgr Adolfo Luigi Pagani, évêque de Côme, approuve les constitutions religieuses conformément au nouveau droit canonique.
L'institut obtient le décret de louange le 25 janvier 1935 et l'approbation finale du Saint-Siège le 8 juin 1942, il est agrégé aux frères mineurs capucins le 16 juillet 1942.

## Activités et diffusion
Les religieuses se consacrent aux malades dans les cliniques, les hôpitaux et à domicile, ainsi qu'aux personnes âgées dans les maisons de retraite.
Elles sont présentes en Italie, en Suisse et en Argentine.
La maison-mère est à Côme.
En 2017, la congrégation comptait 52 sœurs dans 6 maisons.